# Mogelpackung des Jahres
In Deutschland ist die Mogelpackung des Jahres ein seit 2014 jährlich nach öffentlicher Wahl von der Verbraucherzentrale Hamburg vergebener Negativpreis, der an Produkte geht, die durch versteckte Preiserhöhungen oder irreführende Verpackungen, sogenannte Mogelpackungen, die Verbraucher täuschen. Die Verbraucherzentrale Hamburg veröffentlicht regelmäßig eine Liste von Produkten im Handel, die sie als Anwärter für den Negativpreis betrachtet, und lässt die Verbraucher online über die „dreisteste Mogelpackung des Vorjahres“ abstimmen. Die Auszeichnung soll auf die sogenannte Shrinkflation bzw. Skimpflation (versteckte Preiserhöhungen durch Mengen- bzw. Qualitätsminderung) aufmerksam machen.
Die Verbraucherzentrale Hamburg kritisiert, dass die Mogelpackungen nicht nur die Verbraucher schädigen, sondern auch die Umwelt belasten, da mehr Verpackungsmüll entsteht. Sie fordert eine gesetzliche Regelung, die die Hersteller verpflichtet, die Füllmenge und den Preis ihrer Produkte deutlich auf der Verpackung anzugeben und jede Änderung der Füllmenge oder des Preises für mindestens vier Wochen kenntlich zu machen.
An der Wahl der Mogelpackung des Jahres 2024 nahmen über 32.000 Verbraucher teil. Sie stimmten „mit deutlichem Vorsprung“ dafür, den Negativpreis an die Eckes-Granini Group zu vergeben. Der Hersteller habe für sein Produkt Granini Trinkgenuss Orange „den Anteil an Orangensaft pro Flasche halbiert und das Getränk mit Zuckerwasser gestreckt“. Bei gleichem Preis im Handel war das Produkt bezogen auf den Saftgehalt damit doppelt so teuer.

## Mogelpackungen des Jahres
| Jahr | Vertrieb oder Hersteller | Produkt                    | Grund |
| ---- | ------------------------ | -------------------------- | --- |
| 2024 | Eckes-Granini Group      | Granini Trinkgenuss Orange | Anteil an Orangensaft pro Flasche wurde halbiert und das Getränk mit Zuckerwasser gestreckt                                                  |
| 2023 | Mondelez                 | TUC Bake Rolls             | Preisanstieg von mindestens 127 % nach Markenwechsel                                                                                         |
| 2022 | Upfield Holdings         | Rama                       | 20 % weniger Inhalt bei gleich großer Verpackung und gleichem Preis                                                                          |
| 2021 | Homann Feinkost          | Paprikasauce               | 20 % weniger Inhalt einhergehend mit Preiserhöhung                                                                                           |
| 2020 | Seitenbacher             | Frucht Müsli               | 25 % weniger Inhalt bei gleichzeitiger Preiserhöhung                                                                                         |
| 2019 | Mars                     | Mirácoli                   | Reduzierung der beigefügten Zutaten bei gleichem Preis                                                                                       |
| 2018 | Lorenz                   | Chipsletten                | Reduzierung der Füllmenge um 70 Gramm bei fast gleich großer Verpackung                                                                      |
| 2017 | Dr. Oetker               | Vitalis-Müsli              | 100 Gramm weniger Inhalt und damit eine versteckte Preiserhöhung von 20 %, außerdem erhöhter Zuckeranteil sowie weniger Zutaten aus Vollkorn |
| 2016 | Danone                   | Evian                      | Preiserhöhung um bis zu 50 % (Reduzierung der Füllmenge von 1,5 auf 1,25 Liter bei gleichzeitiger Preissteigerung)                           |
| 2015 | Johnson & Johnson        | Bebe Zartcreme             | Preissteigerung von bis zu 84 % (Reduzierung des Inhalts bei gleichzeitiger Preiserhöhung)                                                   |
| 2014 | Procter & Gamble         | Pampers Windeln            | Reduzierung der Anzahl der Windeln von 47 Stk. auf 31 Stk. (innerhalb von acht Jahren)                                                       |